# Ba-Pef
| G29 | Q3 · I9 |

| G29 | Q3 · I9 |

Ba-Pef byl egyptský vedlejší podsvětní bůh. Jeho jméno doslova znamená „tamta duše (ba)“. Byl pravděpodobně spojený se zármutkem a bolestí. Jeho nespecifické jméno může nasvědčovat strach nebo tabu vyslovit jeho jméno skutečné. Během staré a střední říše bylo kněžství Ba-Pefa drženo královnami.